# Lysevattnet (Hjärtums socken, Bohuslän, 645767-127835)
Lysevattnet är en sjö i Lilla Edets kommun i Bohuslän och ingår i Göta älvs huvudavrinningsområde.